# Órbita geossíncrona

Animação (sem escala) mostrando satélite geossíncrono orbitando a Terra.

Uma órbita geossíncrona (às vezes abreviada GSO - em inglês) é uma órbita centrada na Terra com um período orbital que corresponde à rotação da Terra em seu eixo, 23 horas, 56 minutos e 4 segundos (um dia sideral). A sincronização de rotação e período orbital significa que, para um observador na superfície da Terra, um objeto em órbita geossíncrona retorna exatamente à mesma posição no céu após um período de um dia sideral. Ao longo de um dia, a posição do objeto no céu pode permanecer imóvel ou traçar um caminho, tipicamente em forma de 8, cujas características precisas dependem da inclinação e excentricidade da órbita. Uma órbita geossíncrona circular tem uma altitude constante de 35 786 km (22 236 milhas).
Um caso especial de órbita geossíncrona é a órbita geoestacionária, que é uma órbita geossíncrona circular no plano equatorial da Terra com inclinação e excentricidade iguais a 0. Um satélite em uma órbita geoestacionária permanece na mesma posição no céu para observadores na superfície.
Os satélites de comunicação geralmente são geoestacionários ou próximos a órbitas geoestacionárias para que as antenas de satélite que se comunicam com eles não precisem se mover, mas possam ser apontadas permanentemente para o local fixo no céu onde o satélite aparece.

## História

A órbita geossíncrona foi popularizada pelo autor de ficção científica Arthur C. Clarke e, portanto, às vezes é chamada de Órbita Clarke.

Em 1929 Herman Potočnik descreveu as órbitas geossíncronas em geral e o caso especial da órbita geoestacionária da Terra em particular como órbitas úteis para estações espaciais. A primeira aparição de uma órbita geossíncrona na literatura popular foi em outubro de 1942, na primeira história de Vênus Equilateral por George O. Smith, mas Smith não entrou em detalhes. O autor britânico de ficção científica Arthur C. Clarke popularizou e expandiu o conceito em um artigo de 1945 intitulado Extra-Terrestrial Relays – Can Rocket Stations Give Worldwide Radio Coverage?, publicado em Revista Wireless World. Clarke reconheceu a conexão em sua introdução ao The Complete Venus Equilateral. A órbita, que Clarke descreveu pela primeira vez como útil para satélites de comunicação de transmissão e retransmissão, às vezes é chamada de Órbita Clarke. Da mesma forma, o conjunto de satélites artificiais nesta órbita é conhecido como Cinturão Clarke.

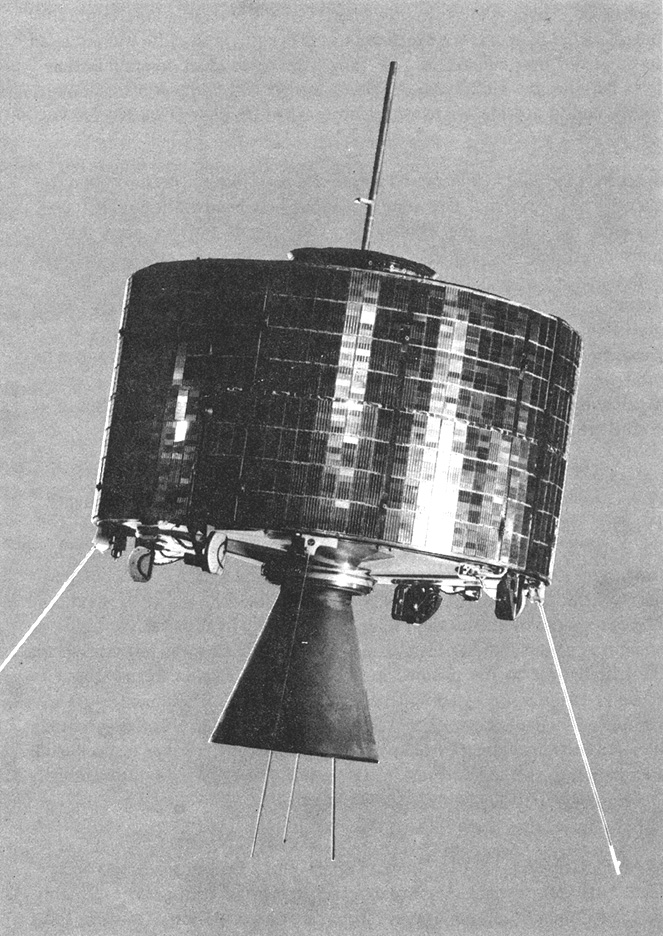
Syncom 2: O primeiro satélite geossíncrono funcional

Na terminologia técnica, as órbitas geossíncronas são muitas vezes referidas como geoestacionárias se estiverem aproximadamente sobre o equador, mas os termos são usados de forma intercambiável. Especificamente, órbita geossíncrona da Terra (geosynchronous Earth orbit - GEO) pode ser sinônimo de órbita equatorial geossíncrona, ou órbita geoestacionária da Terra.
O primeiro satélite geossíncrono foi projetado por Harold Rosen enquanto trabalhava na Hughes Aircraft em 1959. Inspirado pelo Sputnik 1, ele queria usar um satélite geoestacionário (geossíncrono equatorial) para globalizar as comunicações. As telecomunicações entre os EUA e a Europa eram então possíveis entre apenas 136 pessoas de cada vez, e dependiam de rádios de alta frequência e um cabo submarino.
A sabedoria convencional na época era que seria necessário muito poder de foguete para colocar um satélite em uma órbita geossíncrona e não sobreviveria tempo suficiente para justificar a despesa, então os primeiros esforços foram feitos para constelações de satélites em baixa ou média Órbita terrestre. O primeiro deles foram os satélites de balão Echo passivos em 1960, seguidos pelo Telstar 1 em 1962. Embora esses projetos tivessem dificuldades com a intensidade do sinal e rastreamento que poderiam ser resolvidos através de satélites geossíncronos, o conceito era visto como impraticável, então Hughes muitas vezes reteve fundos e apoio.
Em 1961, Rosen e sua equipe produziram um protótipo cilíndrico com um diâmetro de 76 centímetros (30 pol), altura de 38 centímetros (15 pol), pesando 11,3 kg (25 lb); era leve e pequeno, o suficiente para ser colocado em órbita por foguetes então disponíveis, foi estabilizado por rotação e usado antenas dipolo produzindo uma forma de onda em forma de panqueca. Em agosto de 1961, eles foram contratados para começar a construir o satélite em funcionamento. Eles perderam o Syncom 1 por falha eletrônica, mas o Syncom 2 foi colocado com sucesso em uma órbita geossíncrona em 1963. Embora sua órbita inclinada ainda exigisse antenas móveis, ele foi capaz de retransmitir transmissões de TV e permitiu que o presidente dos EUA John F. Kennedy para telefonar para o primeiro-ministro nigeriano Abubakar Tafawa Balewa de um navio em 23 de agosto de 1963.
Hoje existem centenas de satélites geossíncronos fornecendo sensoriamento remoto, navegação e comunicações.
Embora os locais terrestres mais populosos do planeta agora tenham instalações de comunicação terrestre (microondas, fibra ótica), que muitas vezes têm vantagens de latência e largura de banda, e acesso telefônico cobrindo 96% da população e acesso à internet 90% a partir de 2018, algumas áreas rurais e remotas em países desenvolvidos ainda dependem de comunicações via satélite.

## Tipos

### Órbita geoestacionária

O satélite geoestacionário (verde) permanece sempre acima do mesmo ponto marcado no equador (marrom).

Uma órbita equatorial geoestacionária (GEO) é uma órbita geossíncrona circular no plano do equador da Terra com um raio de aproximadamente 42 164 km (26 199 mi) (medido a partir do centro da Terra).:156 Um satélite em tal órbita está a uma altitude de aproximadamente 35 786 km (22 236 milhas) acima do nível médio do mar. Mantém a mesma posição em relação à superfície da Terra. Se pudéssemos ver um satélite em órbita geoestacionária, ele pareceria pairar no mesmo ponto do céu, ou seja, não apresentar movimento diurno, enquanto o Sol, a Lua e as estrelas atravessariam os céus atrás dele. Essas órbitas são úteis para satélites de telecomunicações.
Uma órbita geoestacionária perfeitamente estável é um ideal que só pode ser aproximado. Na prática, o satélite sai dessa órbita devido a perturbações como o vento solar, pressão de radiação, variações no campo gravitacional da Terra e o efeito gravitacional da Lua e do Sol, e os propulsores são usados para manter a órbita em um processo conhecido como manutenção de estação.:156
Eventualmente, sem o uso de propulsores, a órbita ficará inclinada, oscilando entre 0° e 15° a cada 55 anos. No final da vida útil do satélite, quando o combustível se aproxima do esgotamento, os operadores de satélite podem decidir omitir essas manobras caras para corrigir a inclinação e controlar apenas a excentricidade. Isso prolonga a vida útil do satélite, pois consome menos combustível ao longo do tempo, mas o satélite só pode ser usado por antenas terrestres capazes de seguir o movimento NS.:156
Os satélites geoestacionários também tenderão a flutuar em torno de uma das duas longitudes estáveis de 75° e 255° sem manutenção da estação.:157

### Órbitas geossíncronas elípticas e inclinadas

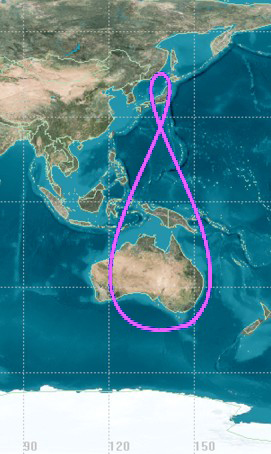
Uma órbita de satélite quase- zênite

Muitos objetos em órbitas geossíncronas têm órbitas excêntricas e/ou inclinadas. A excentricidade torna a órbita elíptica e parece oscilar EW no céu do ponto de vista de uma estação terrestre, enquanto a inclinação inclina a órbita em relação ao equador e faz com que pareça oscilar NS a partir de uma estação terrestre. Esses efeitos se combinam para formar um analema (figura-8).:122
Satélites em órbitas elípticas/excêntricas devem ser rastreados por estações terrestres direcionáveis.:122

#### Órbita Tundra
A órbita Tundra é uma órbita geossíncrona russa excêntrica, que permite que o satélite passe a maior parte do tempo morando em um local de alta latitude. Ele fica a uma inclinação de 63,4°, que é uma órbita congelada, o que reduz a necessidade de manutenção da estação. São necessários pelo menos dois satélites para fornecer cobertura contínua sobre uma área. Foi usado pelo Sirius XM Satellite Radio para melhorar a força do sinal no norte dos Estados Unidos e Canadá.

#### Órbita quase zenital
A Quasi-Zenith Satellite System (QZSS) é um sistema de quatro satélites que opera em uma órbita geossíncrona com uma inclinação de 42° e uma excentricidade de 0,075. Cada satélite reside sobre o Japão, permitindo que os sinais cheguem aos receptores em cânions urbanos e depois passem rapidamente sobre a Austrália.

## Lançamento
Os satélites geossíncronos são lançados para o leste em uma órbita progressiva que corresponde à taxa de rotação do equador. A menor inclinação em que um satélite pode ser lançado é a latitude do local de lançamento, portanto, lançar o satélite próximo ao equador limita a quantidade de mudança de inclinação necessária posteriormente. Além disso, o lançamento próximo ao equador permite que a velocidade de rotação da Terra dê um impulso ao satélite. Um local de lançamento deve ter água ou desertos a leste, para que nenhum foguete com falha caia em uma área povoada.
A maioria dos veículos de lançamento coloca satélites geossíncronos diretamente em uma órbita de transferência geossíncrona (GTO), uma órbita elíptica com um apogeu na altura do GSO e um baixo perigeu. A propulsão de satélite a bordo é então usada para elevar o perigeu, circular e chegar ao GSO.
Uma vez em uma órbita geoestacionária viável, a espaçonave pode mudar sua posição longitudinal ajustando seu semi-eixo maior de modo que o novo período seja mais curto ou mais longo que um dia sideral, a fim de efetuar uma aparente "desvio" para leste ou oeste, respectivamente.

## Elevador espacial
Uma outra forma de órbita geossíncrona é o elevador espacial teórico. Quando uma extremidade está presa ao solo, para altitudes abaixo do cinturão geoestacionário, o elevador mantém um período orbital mais curto do que apenas pela gravidade.

## Propriedades

A órbita de um satélite geossíncrono em uma inclinação, da perspectiva de um observador fora da Terra (ECI) e de um observador girando em torno da Terra em sua taxa de rotação (ECEF).

Uma órbita geossíncrona tem as seguintes propriedades:
- Período: 1436 minutos (um dia sideral)
- Semi-major axis: 42,164 km[20]:121

### Período
Todas as órbitas geossíncronas têm um período orbital igual a exatamente um dia sideral. Isso significa que o satélite retornará ao mesmo ponto acima da superfície da Terra a cada dia (sideral), independentemente de outras propriedades orbitais.:121Este período orbital, T, está diretamente relacionado ao semi-eixo maior da órbita através da fórmula:
{\displaystyle T=2\pi {\sqrt {a^{3} \over \mu }}}
Onde:
a é o comprimento do semi-eixo maior da órbita
{\displaystyle \mu } ié o parâmetro gravitacional padrão do corpo central:137

### Inclinação
Uma órbita geossíncrona pode ter qualquer inclinação.
Os satélites geralmente têm uma inclinação zero, garantindo que a órbita permaneça sobre o equador em todos os momentos, tornando-a estacionária em relação à latitude do ponto de vista de um observador terrestre (e no referencial ECEF).:122
Outra inclinação popular é 63,4° para uma órbita Tundra, o que garante que o argumento do perigeu da órbita não mude com o tempo.

### Trilha do solo
No caso especial de uma órbita geoestacionária, a trilha terrestre de um satélite é um único ponto no equador. No caso geral de uma órbita geossíncrona com inclinação ou excentricidade diferente de zero, a trilha no solo é uma figura de oito mais ou menos distorcida, retornando aos mesmos lugares uma vez por dia sideral.:122